# Yongeichthys
Yongeichthys là một chi cá biển-nước lợ thuộc họ Cá bống trắng. Chi này được lập bởi Whitley vào năm 1932.

## Từ nguyên
Tên chi được đặt theo tên của Charles Maurice Yonge (1899–1986), nhà động vật học người Anh, trưởng đoàn thám hiểm Rạn san hô Great Barrier (1928). Hậu tố ikhthū́s (ἰχθύς trong tiếng Hy Lạp cổ đại) nghĩa là "cá".

## Phân bố và môi trường sống
Các loài Yongeichthys có phân bố chủ yếu ở vùng Ấn Độ Dương -  Thái Bình Dương, chỉ Y. thomasi bản địa ở bờ Đông Đại Tây Dương.
Yongeichthys sống hầu hết ở vùng nước gần bờ hoặc cửa sông, vài loài có thể tiến vào các dòng nước ngọt.

## Các loài
Theo danh sách của Parenti (2021), Yongeichthys có 3 loài hợp lệ là Y. nebulosus, Y. thomasi và Y. tuticorinensis. Larson (2022) sau đó đã bổ sung thêm Y. audax, Y. suluensis, Y. signatus, và ghi chú thêm rằng Y. audax có thể là đồng nghĩa của Y. viganensis.
Tính đến phiên bản hiện tại (2025), Catalog of Fishes của Eschmeyer đều công nhận tính hợp lệ của cả 7 loài trên, bao gồm:
- Yongeichthys audax (Smith, 1959)
- Yongeichthys nebulosus (Valenciennes, 1837) (nhiều tài liệu sau này vẫn ghi nhận là Y. criniger)
- Yongeichthys signatus (Peters, 1855)
- Yongeichthys suluensis (Herre, 1927)
- Yongeichthys thomasi (Boulenger, 1916)
- Yongeichthys tuticorinensis (Fowler, 1925)
- Yongeichthys viganensis (Steindachner, 1893)

## Mô tả chung
Số gai vây lưng: 7 (gai thứ 2 và 3 thường vươn dài thành sợi); Số tia vây lưng: 8–10; Số gai vây hậu môn: 1; Số tia vây hậu môn: 9–10; Số tia vây ngực: 15–19.

## Cá độc
Y. nebulosus là loài đầu tiên trong chi này được ghi nhận là mang độc tính tetrodotoxin (TTX). Trong một nghiên cứu từ cùng một địa điểm, nồng độ TTX ở Y. nebulosus cao hơn đáng kể ở so với cá nóc Chelonodon patoca.